# Apolo tocando el laúd
Joven tocando el laúd es un cuadro de Caravaggio pintado en 1595 y que también ha recibido los nombres de El tañedor de laúd y El intérprete de laúd. Está ubicado en el museo ruso del Hermitage.
Como un homenaje a Francesco Maria Del Monte, su protector y gran aficionado de la música, Caravaggio pinta esta obra. Se puede afirmar que el joven modelo es casi el mismo que aparece como figura central en Los músicos. El estudio de la partitura ha llegado a afirmar que la melodía tocada por el joven es obra de Jacques Arcadelt, francés amigo de Del Monte. En principio, se pensó que el cuadro representaba a una joven dama, pero la evolución del estudio pictórico afirma que se trata de un muchacho con evidentes rasgos andróginos. Así, Caravaggio logra uno de sus cuadros más bellos, donde la música es representada con un ideal de perfección, por un modelo de ambos sexos.
En los escorzos del laúd y del instrumento sobre la mesa se aprecian sus enseñanzas lombardas en la forma de representar la perspectiva. Los labios entreabiertos y el movimiento de la mano nos muestran la forma de representar el natural que perseguía el artista.
En la zona izquierda del cuadro se aprecia un jarrón con flores que idealiza la belleza de la naturaleza con la belleza de sus frutos, en paralelo la belleza del trabajo en la partitura se idealiza en el canto de la joven que interpreta el madrigal relativo al amor idealizado que triunfa sobre el amor físico gracias a la perfecta sincronía de todos los elementos de la composición. Existe un tercer elemento implícito derivado del trabajo realizado por el propio autor en relación con la identidad del tañedor del laúd.